# わがたましいを
わがたましいを(Jesus,Lover of my soul)は、チャールズ・ウェスレーの代表作である讃美歌であり、英国の讃美歌の中で最も有名なものの一つである。
1740年に、「試練の時」にと題して発表されたことに端を発する。メソジスト運動に対する迫害の最中、危険の下で作られたという説がある。チャールズ・ウェスレーの回心後にまもなく作られ、メソジスト運動の高まりとともに公に広まった。
説教家ビーチャーが「地上に君臨したあらゆる帝王の名誉をかちえるよりも、この歌の作者になりたい」といった言葉を残している。
ミシオン・マーシュの曲(Martyn)とジョセフ・ホルブルクの曲(Refuge)が知られている。

## 所収
- 讃美歌273番A マーシュ
- 讃美歌273番B ホルブルク
- 聖歌245番　マーシュ
- 聖歌 (総合版)220番　マーシュ